# Carmelo Elorduy
Carmelo Elorduy, S.J. (1901-1989) fue un sinólogo español.

## Biografía
Nació en Munguía, provincia de Vizcaya, España, y viajó por primera vez a China en 1926, para trabajar en la misión jesuita de la ciudad de Wuhu, en la provincia de Anhui. En 1932 regresó a España para terminar sus estudios de Teología y Filosofía y para ser ordenado sacerdote de la Compañía de Jesús. En 1934 volvió a China, donde permanecería hasta el año 1951, en que se trasladó a Macao. Un año después volvió a trasladarse, esta vez a Taichung. En 1959 hubo de volver a España por razones de salud, y mientras se reponía en el Colegio Máximo de Oña, alentado por su hermano Eleuterio, empezó a traducir algunos de los clásicos chinos. Muchas de sus traducciones fueron las primeras que se hacían directamente del chino al español. En 1986 recibió el Premio Nacional de traducción por su versión del Romancero chino o Clásico de poesía. 

## Trabajos
- La gnosis taoísta del Tao Te Ching. Facultad de Teología, Oña, 1961.
- Chuang-tzu. East Asian Pastoral Institute, Manila, 1967.
- Chuang-tzu. Monte Ávila Editores, Caracas, 1972.
- Humanismo político oriental. Editorial B. A. C. (Biblioteca de Autores Cristianos), Madrid, 1967.
- Lao Tse / Chuang Tzu: Dos grandes maestros del taoísmo. Editora Nacional, Madrid, 1977.
- Lao Tse, Tao Te Ching. Historia del Pensamiento, Ed. Virgilio Ortega, Ediciones Orbis, Barcelona, 1984.
- Libro de los Cambios (I Ching). Editora Nacional, Madrid, 1983.
- Moti. Política del amor universal. Editorial Tecnos, Madrid, 1987.
- Odas selectas del Romancero chino. Monte Ávila Editores, Caracas, 1974.
- Romancero chino. Editora Nacional, Madrid, 1984.
- Sesenta y cuatro conceptos de la ideología taoísta. Instituto de Investigaciones Históricas de la Universidad Andrés Bello, Caracas, 1972.
- Tao Te Ching. Lao-tse. Ed. Tecnos, Madrid, 1996.